# Pelegrina aeneola
Pelegrina aeneola is een spinnensoort in de taxonomische indeling van de springspinnen (Salticidae).
Het dier behoort tot het geslacht Pelegrina. De wetenschappelijke naam van de soort werd voor het eerst geldig gepubliceerd in 1892 door Curtis.